# Mount Hyatt
Mount Hyatt – szczyt w południowych Latady Mountains w południowo-wschodniej Ziemi Palmera w południowej części Półwyspu Antarktycznego na Antarktydzie, o wysokości około 1600 m n.p.m.
Mount Hyatt leży ok. 8 km na północny zachód od Schmitt Mesa i jest najbardziej na południe wysuniętym szczytem Latady Mountains. Sfotografowany z lotu ptaka w latach 1961–1967 i zmapowany przez United States Geological Survey. Nazwany na cześć Gersona Hyatta, budowniczego w stacji antarktycznej McMurdo zimą 1967 roku, który również asystował przy budowie stacji Plateau. 